# Бжозова (Мазовецьке воєводство)
Бжозова (пол. Brzozowa) — село в Польщі, у гміні Кадзідло Остроленцького повіту Мазовецького воєводства.
Населення — 179 осіб (2011).
У 1975-1998 роках село належало до Остроленцького воєводства.

## Демографія
Демографічна структура станом на 31 березня 2011 року:
|          | Загалом | Допрацездатний вік | Працездатний вік | Постпрацездатний вік |
| -------- | ------- | ------------------ | ---------------- | -------------------- |
| Чоловіки | 90      | 23                 | 56               | 11                   |
| Жінки    | 89      | 17                 | 49               | 23                   |
| Разом    | 179     | 40                 | 105              | 34                   |